# یواس‌اس کراکر (اس‌اس-۲۴۶)
یواس‌اس کراکر (اس‌اس-۲۴۶) (به انگلیسی: USS Croaker (SS-246)) یک زیردریایی بود که طول آن ۳۱۱ فوت ۹ اینچ (۹۵٫۰۲ متر) بود. این زیردریایی در سال ۱۹۴۳ ساخته شد.